# آن كلو
آن جيما كلو (بالإنجليزية: Anne Clough)‏ (20 يناير 1820)  –  27 فبراير 1892) من الناخبات الإنجليزيات في وقت مبكر والمروجة للتعليم العالي للمرأة. كانت أول مديرة لكلية نيونهام .

## الحياة
ولدت كلاف في ليفربول ، لانكشاير ، ابنة تاجر القطن جيمس بتلر كلو وآن (ني بيرفيكت). كان جيمس بتلر كلو الابن الأصغر لعائلة نبلاء كانت تعيش في بلاس كلاف في دينبشير منذ عام 1567.  

## روابط خارجية
- أعمال أو حول آن كلو
- "125 by 125". Edge Hill. مؤرشف من الأصل في 2019-11-14. اطلع عليه بتاريخ 2014-08-01.